# سيباستيان دورو
سيباستيان دورو (بالألمانية: Sebastian Doro)‏ (7 يوليو 1992 في ألمانيا - ) هو لاعب كرة قدم ألماني في مركز الوسط. لعب مع كارل زايس يينا وFSV Zwickau ‏.

## وصلات خارجية
- سيباستيان دورو على موقع قاعدة بيانات كرة القدم.إي يو (الإنجليزية)
- سيباستيان دورو على موقع بيانات كرة القدم. دي إي (الألمانية)
- سيباستيان دورو على موقع عالم كرة القدم.نت (الإنجليزية)